# 丽香铁路
丽香铁路是中华人民共和国云南省的一条铁路，连接丽江市和迪庆藏族自治州香格里拉市，也是规划中滇藏铁路的重要組成部分。铁路由丽江站引出，經虎跳峡附近跨越金沙江，經小中甸至香格里拉，全長139公里。線路標準為国铁I级，全線採用電力牽引，旅客列車設計行車時速140公里/小時，2023年11月26日正式通車，來往香格里拉至昆明最快4.5小時。

## 历史
2014年7月22日，丽香铁路正式開工。

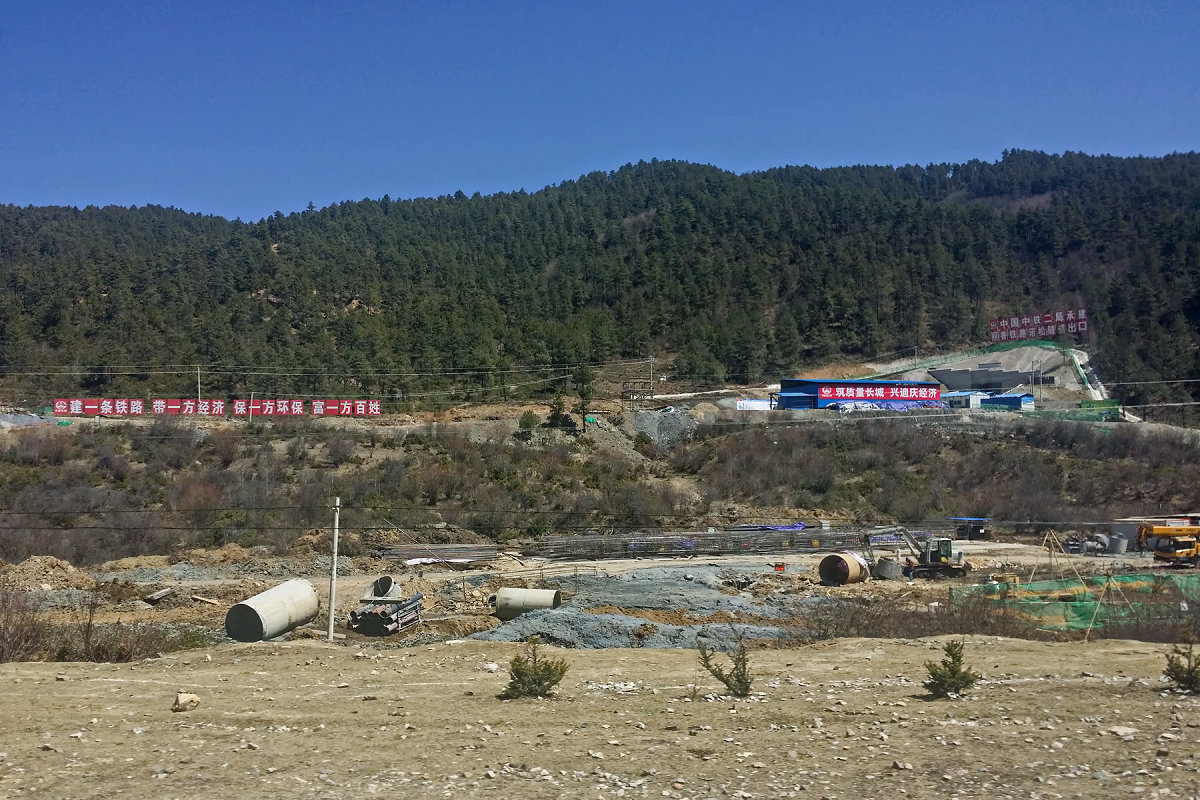
建築中的丽香铁路香格里拉段

2019年5月12日，七达里隧道贯通。该隧道由中铁隧道局承建，位于丽江市玉龙纳西族自治县龙蟠乡境内，全长8733米，洞身最大埋深约615米，最小埋深约55米洞内围岩以泥灰岩、砂质板岩、碳质板岩为主，隧道地质情况复杂，因洞身穿越两条断裂层，围岩易坍塌掉块，总体破碎严重，且存在岩溶强烈发育、涌水突泥频发、软岩变形严重等困难。6月11日，丽香铁路开始架梁。
2020年6月15日，丽江至香格里拉铁路金沙江特大桥首片中跨钢桁梁架设成功；7月29日，全线最大车站——香格里拉站站房主体结构顺利封顶。
2021年1月16日，丽香铁路正式启动钢轨铺设工程；7月11日，经过长达6年施工，全长7.5公里的丽香铁路花椒坡隧道顺利贯通。
2022年4月13日，丽香铁路金沙江大桥主体工程完工，该桥是世界首座大跨度铁路专用悬索桥。5月5日，丽香铁路最长隧道玉龙雪山隧道历时8年安全贯通。
2023年7月8日，历经9年艰苦施工，滇藏铁路丽江至香格里拉段哈巴雪山隧道施工完成，丽香段20座隧道全部完成施工。8月31日，丽香铁路全线架梁施工顺利完成。9月19日，全线完成铺轨。10月20日，滇藏铁路丽香段建设进入线路精捣精调阶段。11月6日，丽香段进入动态检测。
2023年11月26日，麗香鐵路正式通車。